# John Olsen (Künstler)

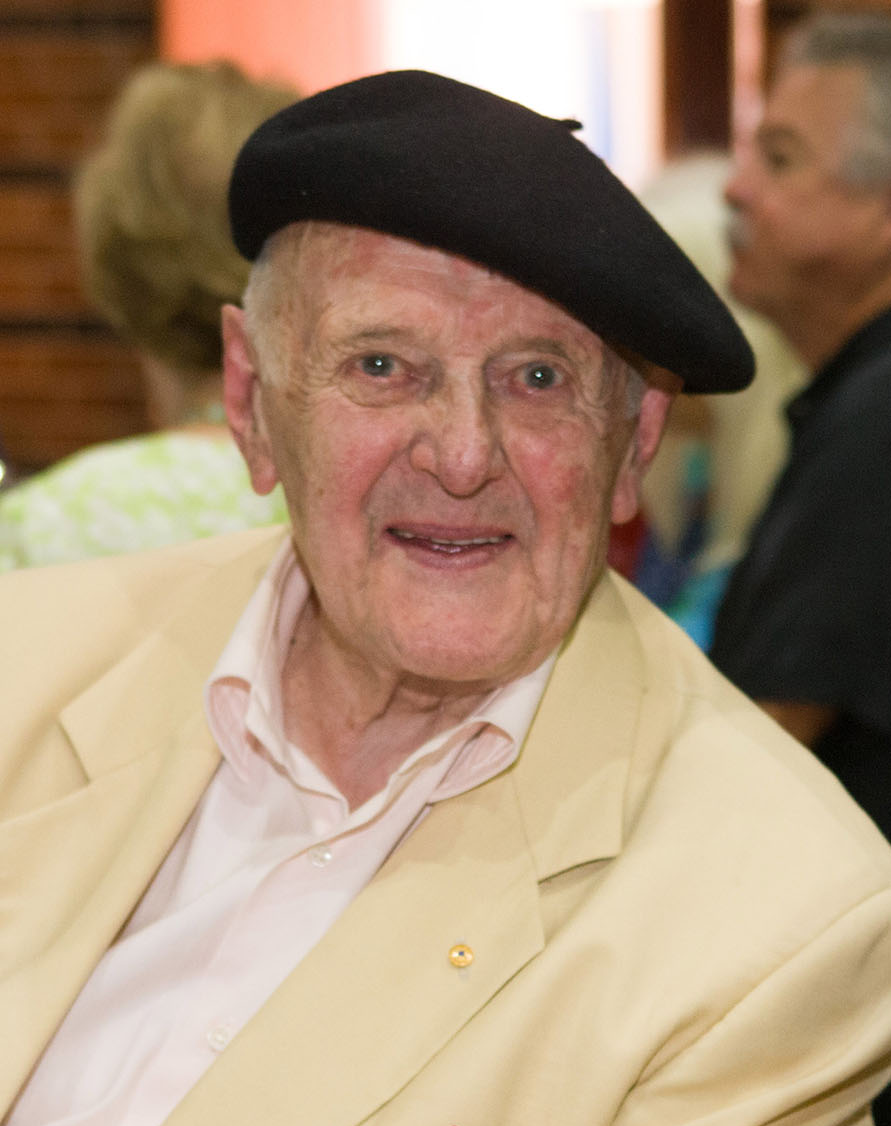
John Olsen, 2015

John Henry Olsen AO OBE (* 21. Januar 1928 in Newcastle, New South Wales; † 11. April 2023 in Bowral, New South Wales) war ein australischer Maler, der aber auch als Keramiker, Bildwirker und Druckgrafiker gearbeitet hat.

## Leben
John Olsen war der Sohn des Henry Olsen und dessen Ehefrau Esma Agnes, geborene McCubbin. Der Vater arbeitete bei Cooee Clothing. Als Olsen das siebte Lebensjahr erreicht hatte, wurde Olsens Vater von Newcastle nach Sydney versetzt, wo die Familie in Bondi lebte. In Sydney besuchte er die Schule Paddington Junior Technical High, bis sein Vater beim Ausbruch des Zweiten Weltkriegs in die Armee eintrat. Olsen kam an das Internat St. Joseph’s College in Hunters Hill, während seine Mutter mit seiner Schwester zu Verwandten in Yass zog.
Nach seinem Schulabschluss arbeitete er 1943 als Büroangestellter für Elders Smith, fühlte sich bei dieser Arbeit jedoch nicht wohl und zeichnete bald als freiberuflicher Cartoonist und Illustrator für eine Reihe von Pressepublikationen in Sydney. 1946 belegte er seinen ersten Kunstkurs an der Julian Ashton Art School und schrieb sich danach an Dattilo Rubbo’s School ein, wo er das Aktzeichnen erlernte. 1950 kehre er an die Julian Ashton School zurück.
Der gesellige Olsen bewegte sich in der Bohème-Szene von Sydney „im Kreis der Künstler, Schriftsteller und Kaffeetrinker“, die sich rund um die Notanda Gallery des Galeristen Carl Plate in der damaligen Rowe Street versammelte. Hier beschloss er ein ernsthafter Künstler zu werden. An der Julian Ashton Art School war Olsen Schüler beim Maler John Passmore, der hier von 1950 bis 1954 lehrte und sein Vorhaben unterstützte. Weiteren Unterricht erhielt Olsen bei Godfrey Miller am East Sydney Technical College.

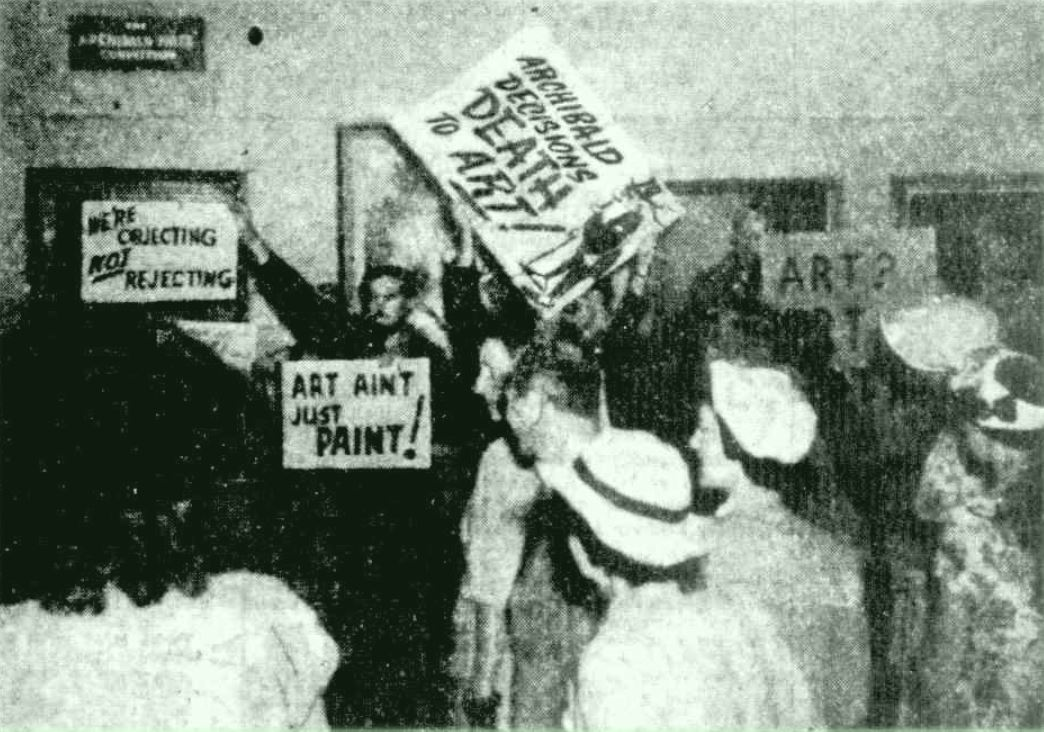
Plakate in der Art Gallery of New South Wales, Studenten protestieren gegen die Vergabe des Archibald Prize an William Dargie, Januar 1953

In den 1950er Jahren taten sich junge radikale Studenten wie Olsen als Anführer der Avantgarde hervor, so leitete er 1953 eine Studentendemonstration in Protest gegen das konservative Kuratorium der National Art Gallery of New South Wales und wurde in der Presse zitiert, als er die Verleihung des Archibald Prize an William Dargie kritisierte. Über zwei Jahrzehnte später wurde Olsen als konservativer Kurator dieser Institution ähnlich wahrgenommen.
In der Ausstellung Contemporary Australian paintings. Pacific Loan Exhibition an Bord der S.S. Orcades auf der Orient-Line erhielt er 1956 einen Preis für seine gezeigte Arbeit. Im Dezember desselben Jahres zeigte Olsen seine Werke zusammen mit John Passmore, Ralph Balson, Robert Klippel, Eric Smith und William Rose als Ausstellung der Künstlergruppe Direction 1 in den Macquarie Galleries von Treania Smith in Sydney. Dieser Ausstellung wird zugesprochen, dass sie den Abstrakten Expressionismus in Australien einführte, obwohl mit Ausnahme von Klippel keiner der beteiligten Künstler über echte Kenntnisse der Modernen Kunst in anderen Teilen der Welt verfügte.
Einige von Olsens Gemälden waren teilweise von stimmungsvollen Lesungen des Autors T. S. Eliot inspiriert und hatten den Maler und Kunstkritiker des Sydney Morning Herald, Paul Haefliger, derart beeindruckt, dass dieser den Sydneysider Geschäftsmann Robert Shaw ermutigte, an Olsen ein privates Stipendium nach Europa zu vergeben, was dieser unter der Voraussetzung gewährte, dass Olsen nicht in Großbritannien ansässig sein würde. So ging er nach Paris, wo er 1957 einige Monate lang im Atelier 17 des Künstlers Stanley William Hayter die Techniken der Radierung erlernte. Danach reiste er nach Spanien und ließ sich im Juli 1958 zum Malen in einem Haus in Deià auf Mallorca nieder. Hier beschäftigte er sich auch mit der Zubereitung von Gerichten der Mittelmeerküche.
In seinen spanischen Jahren wurde seine Arbeit von Künstlern des Tachismus wie Antoni Tàpies und Jean Dubuffet beeinflusst. Zudem zeigte er Interesse an östlicher Philosophie und Poesie, die sein Werk immer wieder inspirierten. Seine Kunst war auch nach seiner Rückkehr nach Sydney 1960 von diesem spanischen Einfluss geprägt, als er das ausgelassene Gemälde  Spanish encounter von 1960 schuf, das die Vitalität verkörpert, die er in Spanien und im pulsierenden Leben von Sydney erlebte. Zu dieser Zeit lebte er in der Victoria Street von Woolloomooloo in einer Kreativgemeinschaft mit vielen von Sydneys führenden jüngeren Künstlern. Das Gemälde befindet sich heute in der Sammlung der Art Gallery of New South Wales. Die Serie Journey into the you beaut country aus dieser Zeit gehört zu seinen größten poetischen Visionen. Das Bild der Sonne – mit ihrer Energie im Mittelpunkt allen Lebens – ist neben dem Ei und dem Samen ein immer wiederkehrendes Motiv in Olsens Werk. Das Wasser und insbesondere der Hafen von Sydney gaben im zeitlebens Inspiration für zahlreiche Gemälde, von denen das bekannteste Five bells von 1963 ist.
Olsens Gemälde der 1960er Jahre etablierten ihn als einen der führenden Künstler seiner Generation. Später verbrachte er einige Monate in Paul Haefligers ehemaligem Haus in der alten Goldgräberstadt Hill End, bevor er sich schließlich mit seiner jungen Familie in Watsons Bay niederließ. Dies war die Meereslandschaft, die Gemälde wie Entrance to the Seaport of Desire und andere Werke inspirierte, die zuweilen auch „Feste des Hedonismus“ sein konnten. Olsen kehrte 1965 nach Europa zurück und verbrachte fast zwei Jahre in Portugal. Inspiriert von den Farben und dem Rhythmus des portugiesischen Dorflebens schuf er Werke wie The chapel von 1966 und beaufsichtigte das Weben von Bildwirkereientwürfen, darunter Joie de vivre, das zwischen 1964 und 1965 in einer Werkstatt von Portalegre entstand.
Obwohl er nun als bedeutender Künstler anerkannt war, konnte Olsen von dem Verkauf seiner Arbeiten nicht den Unterhalt seiner Familie bestreiten, so dass er zusätzlich am East Sydney Technical College, an der Desiderius Orban’s School, an der Mary White Art School und vor Architekturstudenten an der University of New South Wales lehrte. 1968 eröffnete er für ein Jahr seine eigene Kunstschule an der Bakery Art School. 1969 zog er mit seiner Familie in das Künstlerkollektiv von Clifton Pugh in Dunmoochin, Victoria. Nach ihrer Rückkehr in Sydney kaufte Olsen 1971 ein großes Grundstück in Dural, im Nordwesten von Sydney, wo er ein großes Haus baute und ein Studio errichtete. Von hier begab er sich auf viele Mal- und Zeichenexpeditionen, darunter ein Besuch am Lake Eyre bei einer Überflutung, während dem eine große Serie von Gemälden entstand. Der See beinhaltete einen „riesigen Raum“ und die Konzepte der „Leere“ und des „Randes“, die für seine Entwicklung wegweisend waren.
1980 zog Olsen nach Wagga Wagga, wo er mit der Künstlerin Noela Hjorth liiert war. Später zogen beide nach Clarendon in die Adelaide Hills, wo sie bis zum Ende ihrer Beziehung im Jahr 1987 lebten und arbeiteten. In diesem Jahr kehrte Olsen in die Künstlergemeinde von Paddington in Sydney zurück. Mit seiner vierten Frau Katherine zog er 1989 nach Wentworth Falls in die Blue Mountains. 1999 zogen sie in ein großes Anwesen namens Owlswood in der Nähe von Bowral in den Southern Highlands südlich von Sydney, 2011 dann in ein Anwesen am Meer in Avoca Beach an der Central Coast nördlich von Sydney.
John Olsen war zeit seiner Karriere einer der beständigsten australischen Künstler. Er zeigte seine Arbeiten auf über 50 Einzelausstellungen und ist mit seinen Werken in den meisten öffentlichen australischen Sammlungen vertreten. Die Galerie of New South Wales und die National Gallery of Victoria zeigten 2016/2017 die Ausstellung John Olsen. The you beaut country. Er gewann zahlreiche Preise, darunter 1969 und 1985 den Wynne Prize für seine Landschaftsmalerei, 1989 den Sulman Prize und 2005 den Archibald Prize. Für seine Verdienste um die Kunst erhielt er 1977 die Auszeichnung Officer des Order of the British Empire und wurde 2001 mit dem Ehrenzeichen Officer des Order of Australia dekoriert. 2011 verlieh ihm die University of Newcastle die Ehrendoktorwürde.  Der Maler ist Gegenstand zahlreicher Monographien.
Er starb am 11. April 2023 im Alter von 95 Jahren in seinem Studio nahe Bowral in den Southern Highlands, südlich von Sydney.

## Werke (Auswahl)
- Darling River Landscape, 1979
- Popping Blue Bottles
- Chasing the rhino, 1992
- Frog, 1975
- Improvisation on a Sound, 1973
- The Little River
- The Bath, early morning, Bondi 2007
- Wild Australia, 1971
- Childhood by the Sea, 2015
- Frog & Banana Leaf
- Tropical Rainshower
- Portrait of Robert Hughes
- Owls Over the Murrumbidgee, 1981
- Echidna & Sun Man, 1979
- Wild Camels, 1976